# Michał Woźniak (biochemik)
Michał Woźniak (ur. 1948 w Lublinie) – polski biochemik, profesor nauk medycznych, nauczyciel akademicki, a także polityk.

## Życiorys
W 1972 ukończył studia lekarskie w Akademii Medycznej w Gdańsku. Doktoryzował się, a w 1996 na macierzystej uczelni uzyskał stopień doktora habilitowanego nauk medycznych w zakresie biologii medycznej (na podstawie rozprawy zatytułowanej Związki naturalne chroniące serce przed działaniem wolnych rodników). 8 czerwca 2006 otrzymał tytuł profesora nauk medycznych.
Od początku kariery zawodowej związany z Akademią Medyczną w Gdańsku, przekształconą w Gdański Uniwersytet Medyczny, gdzie doszedł do stanowiska profesora zwyczajnego. W 1999 objął kierownictwo Katedry i Zakładu Chemii Medycznej. Specjalizuje się w zagadnieniach z zakresu biochemii, zajmuje się m.in. badaniami nad mechanizmami reakcji wolnorodnikowych w patogenezie. Jako profesor wizytujący prowadził zajęcia na Uniwersytecie w Nagoi, wykładał gościnnie na uczelniach m.in. włoskich i japońskich. Był członkiem zarządu Polskiego Towarzystwa Biochemicznego, został też przewodniczącym rady społecznej Uniwersyteckiego Centrum Klinicznego w Gdańsku.
Zajął się także działalnością polityczną, został przewodniczącym sopockich struktur Platformy Obywatelskiej.
Żonaty, ma dwóch synów.

## Odznaczenia i wyróżnienia
- Krzyż Kawalerski Orderu Odrodzenia Polski (2020)[7]
- Złoty Krzyż Zasługi (2011)[8]
- Nagroda Naukowa Miasta Gdańska im. Jana Heweliusza w kategorii nauk przyrodniczych i ścisłych (2017)[6][9]